# كارميلو يوستي
كارميلو يوستي يوستي (بالإسبانية: Carmelo Yuste Yuste)‏، والمعروفة باسم كارميلو (من مواليد 3 فبراير 1984 في تيرويل، أراغون)، هو لاعب كرة قدم إسباني، يلعب لنادي أتليتيكو سبتة في مركز خط الوسط.

## وصلات خارجية
- كارميلو يوستي على موقع قاعدة بيانات كرة القدم.إي يو (الإنجليزية)
- كارميلو يوستي على موقع Soccerway.com (الإنجليزية)
- كارميلو يوستي على موقع كووورة

- BDFutbol profile
- Futbolme profile (بالإسبانية)